# 东澳湾沙丘遗址
东澳湾沙丘遗址是一处位于中国广东省珠海市香洲区唐家湾镇淇澳岛东澳湾的新石器时代遗址，1986年5月13日公布为第二批珠海市文物保护单位。2010年5月10日列入第六批广东省文物保护单位。